# Байдак (судно)

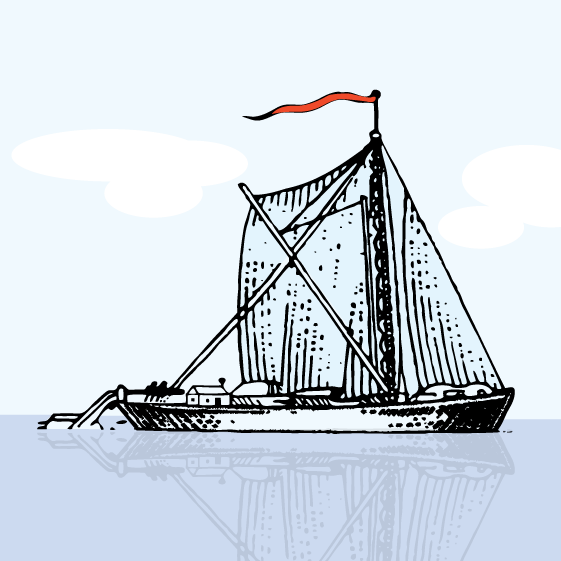
Байдак, речное парусное судно.

Байда́к — речное, плоскодонное, деревянное судно с одной мачтой (барка).
В других краях Руси (России) имел другие названия.

## Использование
Байдак являлся речным судном, распространённым на Днепре и его притоках. Такие суда, но меньших размеров, встречались и в Закавказье.
Байдаки ходили на вёслах, под парусом или буксировались с берега, например, бурлаками. В XVI — XVIII веках запорожские черкасы использовали их как лёгкие военные суда для выхода в море.

## Конструкция
Плоское дно. Длина байдака составляла 30 — 55 метров, ширина 4 — 8 метров, осадка 1 — 1,6 метра, грузоподъёмность 160 — 240 тонн. Оснащался одной мачтой с вантами и штагом, а также большим парусом, как на волжских расшивах.

## Способ управления
Байдак управлялся с помощью специального рулевого весла — кормовой, а иногда и носовой потеси.

## Упоминание в литературе

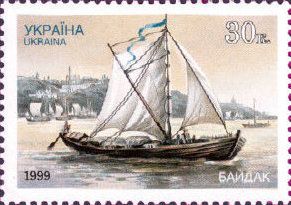
Байдак на почтовой марке Украины 1999 года.

В историческим романе «Огнём и мечом» (т. I, гл. XIV) польского писателя Генрика Сенкевича на байдаке происходит бой между казаками и немецкими солдатами.